# Nowhere Man
Nowhere Man – piosenka zespołu The Beatles, wydana na albumie Rubber Soul (w Stanach Zjednoczonych na „Yesterday and Today”). Utwór ten został napisany przez Johna Lennona z pomocą Paula McCartneya. Singiel z piosenką uplasował się m.in. na pierwszym miejscu listy przebojów w Australii i Kanadzie oraz na trzecim miejscu w Stanach Zjednoczonych.